# Navolato (kommun)
Navolato är en kommun i Mexiko.   Den ligger i delstaten Sinaloa, i den västra delen av landet, 1 100 km nordväst om huvudstaden Mexico City. Antalet invånare är 135 681. Arean är 2 285 kvadratkilometer.
Terrängen i Navolato är platt åt sydväst, men åt nordost är den kuperad.
Följande samhällen finns i Navolato:
- Navolato
- Licenciado Benito Juárez
- General Ángel Flores
- Juan Aldama
- Dautillos
- Altata
- Las Aguamitas
- Cofradía de Navolato
- El Potrero de Sataya
- Lo de Jesús
- Bachimeto
- Ejido Convención de Aguascalientes
- Las Puentes
- La Bebelama de San Pedro
- Campo Lo de Beltrán
- El Vergel
- Las Trancas
- Licenciado Alfredo Valdez Montoya
- Tabolato
- Otameto
- La Curva
- La Vuelta
- Colonia Michoacana
- Campo Cinco Hermanos
- Ezequiel Leyva
- Los Arredondo
- Río Viejo
- San Blas
- Ejido el Caimancito
- Colonia Primavera
- Laguna de San Pedro
- Colonia Hidalgo
- Casa Blanca
- El Realito
- La Pipima
- Cinco de Mayo
- Campo Berlín
- Cañada Guamuchilito
- El Tetuán Nuevo
- Plan de Ayala
- Monte Calvario
- Bachigualatillo
- El Portugués
- La Higuerita
- Bariometo Segundo
- La Colonia
- Campo Vital
- Chaparral
- Los Rieles
- Batauto
- Las Bebelamas de Sataya
- Campo Agrícola Nuevo Milenio
- Los Ángeles
- Campo Pía
- Macario Gaxiola
- San Manuel
- Los Alamitos
- El Monte Largo
- Campo Tres Naciones
- La Galera
- Yameto
- Campo Nuevo
- El Cafetal
- El Paraíso
- La Campiña de San Pedro